# Artemidor
Artemidor iz Daldisa (gr. Ἀρτεμίδωρος ὁ Δαλδιανός) ili Efeški bio je profesionalni prorok i tumač snova koji je živio u 2. stoljeću. Poznat je po petotomnom djelu, Oneirocritica ili Oneirokritikon (hr. Sanjarica).

## Život i djelo
Artemidor je nosio pridjevak po rodnome gradu Efezu, na zapadnoj obali Male Azije. No da bi se razlikovao od istoimenog grčkog geografa Artemidora Efeškog  naziva se i Daldijski po rodnom gradu njegove majke, Daldisu u Lidiji. Točni datumi rođenja i smrti nisu poznati, no zna se da je djelovao u 2. stoljeću.
Prema Artemidoru, građu za svoj rad skupljao je tijekom dugih putovanja kroz Grčku, Italiju i Aziju, od visoko i nisko rangiranih proricatelja. Još jedan važan izvor bili su spisi Artemidorovih prethodnika od kojih šesnaest navodi poimence. Jasno je da je rad temeljio na bogatoj, danas izgubljenoj, pisanoj tradiciji. Artemidorova metoda tumačenja je u osnovi analogna. On piše da tumačenje snova nije "ništa drugo nego suprotstavljanje sličnosti" (2.25). Ali kao i druge vrste grčkog proricanja, uključujući astrologiju, nebesko proricanje i palomantiju, grčko proricanje snova (oneiromancija) postalo je izuzetno složeno, svaki san podliježe nizu tumačenja ovisno o sekundarnim razmatranjima, kao što su dob, spol i status osobe. U nekim slučajevima, suptilne razlike unutar samog sna su značajne.
Prve tri knjige Sanjarice posvećene su nekom Kasiju Maksimu, koji se obično poistovjećuje s retorom Maksimom iz Tira, zamišljene kao detaljan uvod i za proroke i za širu javnost. Četvrta i peta knjiga napisane su za Artemidorovog sina, koji se također zove Artemidor, kako bi mu dali prednost nad konkurencijom. U njima ga Artemidor upozorava oko izrade kopija.
Prema bizantskoj enciklopediji Sudi, Artemidor je također napisao Oiônoscopica (Οἰωνοσκοπικὰ) (Tumačenja o pticama) i Chiroscopica (Χειροσκοπικά) (Tumačenje dlanova). Nijedno nije preživjelo, a Artemidorovo autorstvo im se odbacuje. U Sanjarici Artemidor pokazuje neprijateljski stav prema hiromantiji.
Među autorima koje Artemidor navodi su Antifon (vjerojatno se radi o Antifonu Sofistu), Aristandar iz Telmesa, Demetrije Falerski, Aleksandar iz Minda u Kariji i Artemon iz Mileta. Fragmente ovih autora, od Artemidora i drugih izvora, prikupio je talijanski klasični filolog Dario Del Corno u svom Graecorum de re onirocritica scriptorum reliquiae (Prežitci grčkih autora o umijeću čitanja snova) objavljenom 1969.

## Izdanja i prijevodi
- Djelo je na hrvatski preveo klasični filolog Daniel Nečas Hraste i izdao u zagrebačkom Augustu Cesarcu 1993. ISBN 953-162-004-0.
- Kritičko izdanje grčkog teksta napisao je Roger Pack, Artemidori Daldiani Onirocriticon Libri V (Teubner 1963.)
- Najnovije izdanje koje uključuje grčki tekst (revidirano u odnosu na Packov), engleski prijevod i komentar je: Daniel E. Harris-McCoy, Artemidorus' Oneirocritica: Text, Translation, and Commentary (Oxford: Oxford University Press, 2012.). Za raniji engleski prijevod: RJ White, The Interpretation of Dreams (2nd Edition, Torrance, CA: Original Books, 1990).
- Srednjovjekovnu arapsku verziju prve tri knjige (tj. "javne" knjige) napisao je 877. godine Hunayn ibn Ishaq, a objavio ju je Toufic Fahd s uvodom na francuskom 1964. pod naslovom Le livre des songes [par] Artémidore d'Éphèse
- Najnoviji engleski prijevod napravio je Martin Hammond, The Interpretation of Dreams (Oxford World's Classics, 2020.)
- Najnoviji talijanski prijevod jest: Dario Del Corno, Libro dei sogni (1974.)
- Najnoviji francuski prijevod jest: A. J. Festugière, Clef des Songes (1975.)
- "Fragmente" drugih grčko-rimskih autora sanjarica sabrao je Dario Del Corno u svom Graecorum de re Onirocritica Scriptorum Reliquiae (1969.), s komentarima na talijanskom. Budući da je mnoge fragmente sačuvao Artemidor, Del Cornovo je djelo također djelomični komentar Artemidorove Sanjarice.
- Postoji i nizozemski prijevod Simone Mooij-Valk, pod nazivom Droomboek (2003.)

## Vanjske poveznice
- Klasični Wiki rječnik: Artemidor, koji uključuje unos iz Rječnika grčke i rimske biografije… (1867.) Charlesa Smitha
- Suda Online: Artemidor
- Drevno proricanje i astrologija na webu, izvori tumačenja snova